# A titánok bukása
A titánok bukása Ken Follett 2010-ben megjelent történelmi regénye, az Évszázad-trilógia 1. kötete, melyet két másik követ. A könyv 2010. szeptember 28-án jelent meg, világszerte 16 kiadónál, több nyelven.
A magyar fordítás elkészítése és a nyomdai munkálatok mintegy fél évet vettek igénybe. A 2. kötet 2012-ben, a befejező rész 2014-ben jelent meg. A soron következő részek a második világháború végéig, illetve a hidegháború végéig folytatják a megkezdett történetet.

## Főszereplők

### Amerikaiak
- Gus Dewar, fiatal amerikai diplomata, elnöki tanácsadó, katona
- Rosa Hellman Gus későbbi felesége, újságíró
- Woodrow Wilson amerikai elnök
- Josef Vyalov, Amerikában élő orosz emigráns, üzletember, illegális üzletbirodalom feje

### Angolok és skótok
- Fitzherbert gróf, az aberoweni bánya tulajdonosa, angol főnemes
- Lady Maud Fitzherbert, a gróf húga, nőjogi aktivista
- Elizaveta / Bea hercegnő, a gróf felesége, orosz származású arisztokrata

### Németek és osztrákok
- Walter von Ulrich, tehetséges német diplomata, főnemes, Lady Maud titkos férje
- Otto von Ulrich, régi vágású német diplomata, Walter apja, a császár bizalmasa
- Robert von Ulrich, Walter unokatestvére, az osztrák császár bizalmasa

### Oroszok
- Grigorij Peskov, orosz munkás, aki egyedül nevelte fel öccsét, Levet
- Lev Peskov, lovász, bajkeverő, bátyja pénzén Amerikába szökése után Vyalov lányát teherbe ejtve beházasodik a Vyalov-családba
- Lenin, az oroszországi forradalom után Svájcból hazatérő bolsevik vezér

### Walesiek
- Ethel Williams, Fitzherbert gróf házvezetőnője, titkolt gyermekének anyja, nőjogi aktivista
- Billy Williams, Ethel öccse, bányász a gróf bányájában, katona

## Cselekménye
|  | Alább a cselekmény részletei következnek! |

A könyv cselekménye az 5 főszereplő család, a Dewarék, a Fitzherberték, a Williamsék, a von Ulrichék és a Peskovék életét mutatja be az 1911 júniusától 1924 januárjáig. A család tagjai között egyaránt akadnak főnemesek, gyári és más kétkezi munkások, gazdag iparmágnások és forradalmárok.
A könyveben végig vonulnak az első világháború, az 1917-es októberi orosz forradalom történései, illetve bemutatja a 20. századi női szüfrazsett-mozgalmat, melynek fő célja a nők szavazati jogának kiharcolása volt. A cselekvők egymásra hatása folyamatos, az családok tagjai különböző helyeken és időkben találkoznak egymással.
|  | Itt a vége a cselekmény részletezésének! |

## Idézetek
„Grigorij nem bírt másfelé nézni. Az apját nézte. Nem halt meg azonnal. Kinyitotta a száját, lélegezni próbált, vagy talán ordítani akart, de egyikre sem volt képes. Az arca kivörösödött, rángatta a gúzst, amellyel megkötözték. Ez mintha nagyon sokáig tartott volna. Az arca még jobban kivörösödött.

Azután a bőre elkékült, a mozgása gyengült. Végül nem mozdult többé.

Az anyjuk már nem sikoltozott, hanem zokogott.

A pap hangosan imádkozott, de a falusiak nem törődtek vele. Egyenként hátat fordítottak a három halottnak.

A herceg és a hercegnő visszamentek a hintóhoz, a kocsis pattintott az ostorával, és elhajtottak.”
„Walter attól félt, hogy a zaj felkelti egy tiszt figyelmét. Törte a fejét, hogyan csöndesítse le a pálinkázó oroszokat, de elkésett.

- Mi folyik itt? - kérdezte egy erős, parancsoló hang. - Mit csináltok, emberek?

A tömeg kettévált, utat engedett egy nagydarab tisztnek, aki őrnagyi egyenruhát viselt. Az őrnagy ránézett Walterra, és megkérdezte:

- Maga meg ki az ördög?

Walter szíve összeszorult. A tisztnek kétségtelenül kötelessége letartóztatnia őt. A német hírszerzés tudta, hogy bánnak az oroszok a hadifoglyokkal. Az orosz fogság egyenlő volt a lassú éh- és fagyhalállal.”

## Magyarul
- A titánok bukása. Évszázad-trilógia 1.; ford. Bihari György, Sóvágó Katalin; Gabo, Bp., 2010